# Seth

Representación de Seth

Seth o Set es un dios ctónico, deidad de la fuerza bruta de lo tumultuoso, lo incontenible. Señor del caos, dios de la sequía y del desierto en la mitología egipcia. También es el hermano de Osiris.
Su nombre egipcio es Suty o Sutej (Setesh, Seteh), y el griego, Set (Seth). La deidad griega asociada fue Tifón.
Seth fue hermano del dios de la muerte, llamado Osiris. Osiris se casó con Isis, y se cree que fueron los primeros gobernantes egipcios. Según Manetón, reinó 29 años durante el periodo protodinástico de Egipto En la mitología egipcia se dice que cuando Osiris fue asesinado por su hermano Seth, su esposa Isis lo revivió convirtiéndolo en el dios de la muerte (ya que fue el primer hombre que descendió al inframundo y revivió), pasando a ser Isis la diosa de la maternidad, el matrimonio y la salud.

## Iconografía
Es un ser animalesco cuadrúpedo (o bípedo) que resiste de toda clasificación zoológica, indicio de haberse tornado extraño para los egipcios desde los primeros tiempos. Posee hocico curvado, orejas rectangulares y cola levantada, o forma humana con cabeza de galgo o perro. La primera representación conocida se encuentra en la cabeza de maza del rey Horus Escorpión, un monarca de la dinastía 0 o periodo predinástico tardío.
Aparece como cerdo, lebrel, asno, órix, cocodrilo, hipopótamo, serpiente , pez y perro sus animales sagrados. A veces, portaba cetro uas y anj. 
Se ha interpretado la bestia que representó a Seth de muchas formas y, aunque no se ha podido determinar con exactitud, lo más probable es que sea un ser imaginario.

## Mitología
Es un antiquísimo dios, originario de Nubt (Ombos), que posteriormente fue considerado deidad del desierto, uno de los dos ambientes que constituyen Egipto, que recibió como herencia de Geb. Venerado, temido y odiado por su cualidad de protector-destructor, Seth desempeñó el papel de hermano envidioso, representante del mal, al integrarse en el mito osiríaco, e incrementarse la devoción y popularidad al dios Osiris.
Durante el Imperio Nuevo se le consideró benévolo, siendo patrón de las armas, la guerra y de la producción de los oasis, haciéndose popular porque podía sembrar la confusión y la discordia entre los enemigos de Egipto.

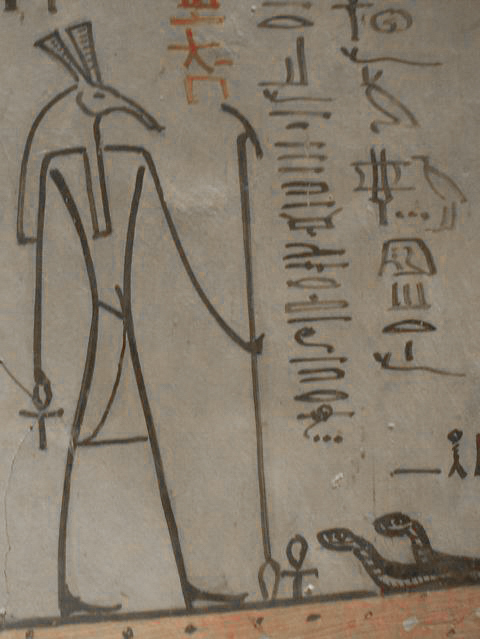
Seth representado en la tumba del faraón Tutmosis III

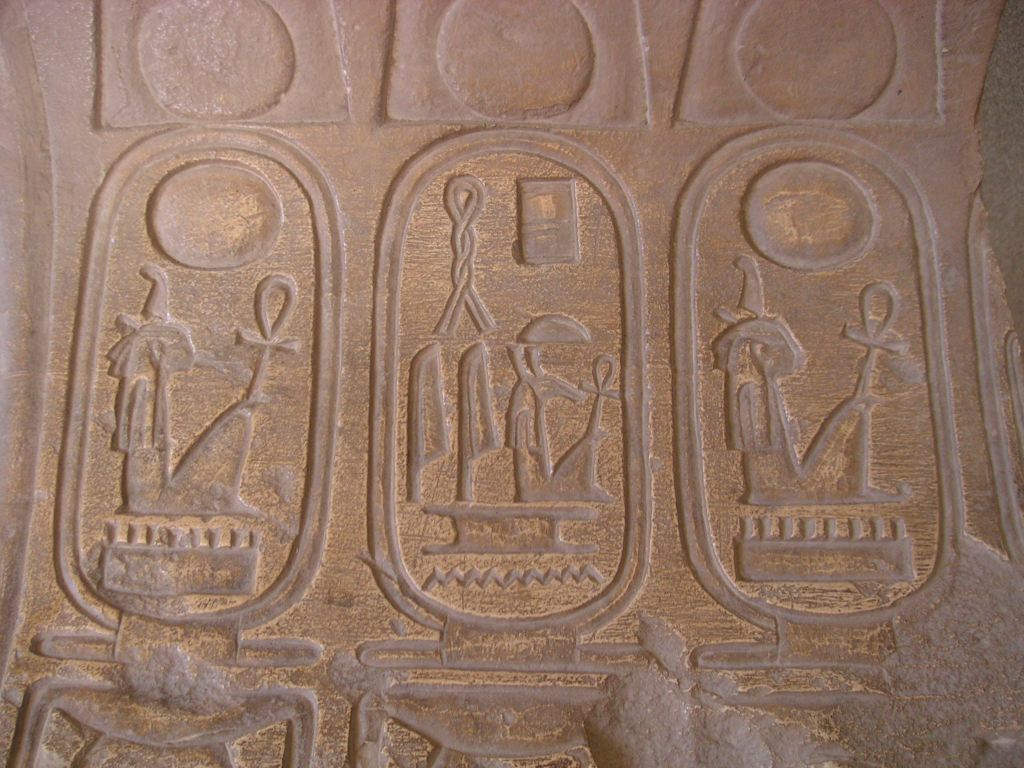
Seth representado en el cartucho del faraón Sethy I, en la Lista Real de Abidos

### Seth como dios protector
Seth fue asociado con las tormentas de arena, como dios del desierto, y protector de las caravanas que surcaban el país de los grandes faraones. Debido a la extrema hostilidad del clima desértico, Seth era visto como extremadamente poderoso, por lo tanto como una deidad principal. 
Pese a ser considerado la antítesis de Osiris, muchas de sus acciones se deben más a su anormal fuerza y carácter que a su maldad. El asesinato de su hermano fue motivado por envidia, dado que en el reparto Seth recibe de Geb el terreno desértico, mientras que a Osiris le hace señor del Egipto fértil. Fue exiliado al desierto por su sobrino Horus, hijo de Osiris, en venganza por el asesinato de su padre. 
Mientras que desde un principio se le acusa de ser el causante del robo del Sol y de traer la oscuridad se le considera un ser protector del faraón al final de la dinastía II, y durante la dinastía XV; a partir del Imperio Nuevo, también dios de la guerra y del ejército (dinastía XIX), aunque por breve tiempo. 
También es el encargado de proteger la barca solar de Ra (el dios egipcio que simboliza al Sol), que desde la proa, combate diariamente a la temible serpiente Apofis.

### Demonización de Seth
Según Herman te Velde, la demonización de Set tuvo lugar después de la conquista de Egipto por varias naciones extranjeras en el Tercer Período Intermedio y el Período tardío de Egipto. Set, que tradicionalmente había sido el dios de las fronteras, se le asoció con los opresores extranjeros, incluidos los imperios kushita y persa. Fue durante esta época que Set fue particularmente vilipendiado y su derrota ante Horus fue ampliamente celebrada.
Los aspectos negativos de Set se enfatizaron durante este período. Set fue el asesino de Osiris, habiendo cortado el cuerpo de Osiris en pedazos y dispersándolo para que no pudiera ser resucitado. Los griegos asociarían más tarde a Set con Tifón y Yavé, una fuerza monstruosa y maligna de la naturaleza furiosa (siendo los tres representados como criaturas parecidas a burros, clasificando a sus adoradores como "onólatras").

## Epítetos
La forma alternativa de pronunciar su nombre Setesh (stš), y más tarde Sutej (sutḫ), designa su supremacía, donde sh-j significan "majestad". La exacta traducción de Seteh es desconocida, pero usualmente se interpreta como "pilar de estabilidad", significado asociado a la monarquía.
Seth, fue el "Señor del Alto Egipto" en la época predinástica y en el periodo tinita. Una de sus más comunes denominaciones era "grande en fuerza". También se le llamó Nubety, que significa "El de la Ciudad del Oro", en referencia a Nubth (Kom Ombo).

## Culto
Durante el periodo tinita fue objeto de veneración oficial, siendo un dios tan importante como Horus en el reinado de Jasejemuy. En el periodo de dominación de los hicsos (dinastía XV), es un dios nacional y se le identifica con Baal y la ciudad de Avaris. Fue considerado abominable durante la dinastía XVII y parte de la XVIII, como reacción al enemigo hicso. Los ramésidas rehabilitan al dios, temporalmente, pues son originarios de la zona de culto a Seth, y se le asocia con los asuntos militares durante la dinastía XIX. Durante el primer milenio a. C., vuelve a ser el cruel asesino del dios Osiris.
Como dios mayor, Seth era protector del Alto Egipto, donde era venerado, principalmente en Nubth (Ombos; Kom Ombo), pero nunca gozó de culto por el pueblo egipcio, salvo algunas épocas de las primeras dinastías. Tuvo santuarios en Avaris, Abidos y Pi-Ramsés. 
Uno de sus seguidores fue el gobernante hicso, Apopi I, el cual tomó a Sutej (Seth) como único señor, sin servir a ningún otro dios que hubiera en el país, y construyó un templo en su honor al lado de su palacio, en Avaris.

## Nombres teóforos
Varios faraones llevaron su nombre, como Seti I (padre de Ramsés II), Seti II y Sethnajt, durante el Imperio Nuevo.
| sw | W | t · x | E20 | A40 | SPACE | sw | t · Z4 | C7 | SPACE | E20 |

| sw | W | t · x | E20 | A40 | SPACE | sw | t · Z4 | C7 | SPACE | E20 |